# Actias artemis
Espèce
Actias artemis est une espèce de lépidoptères de la famille des Saturniidae.
On la trouve en Corée, en Chine, au Japon, en Inde, en Malaisie, et en Russie dans le kraï du Primorié.[réf. souhaitée]

## Galerie

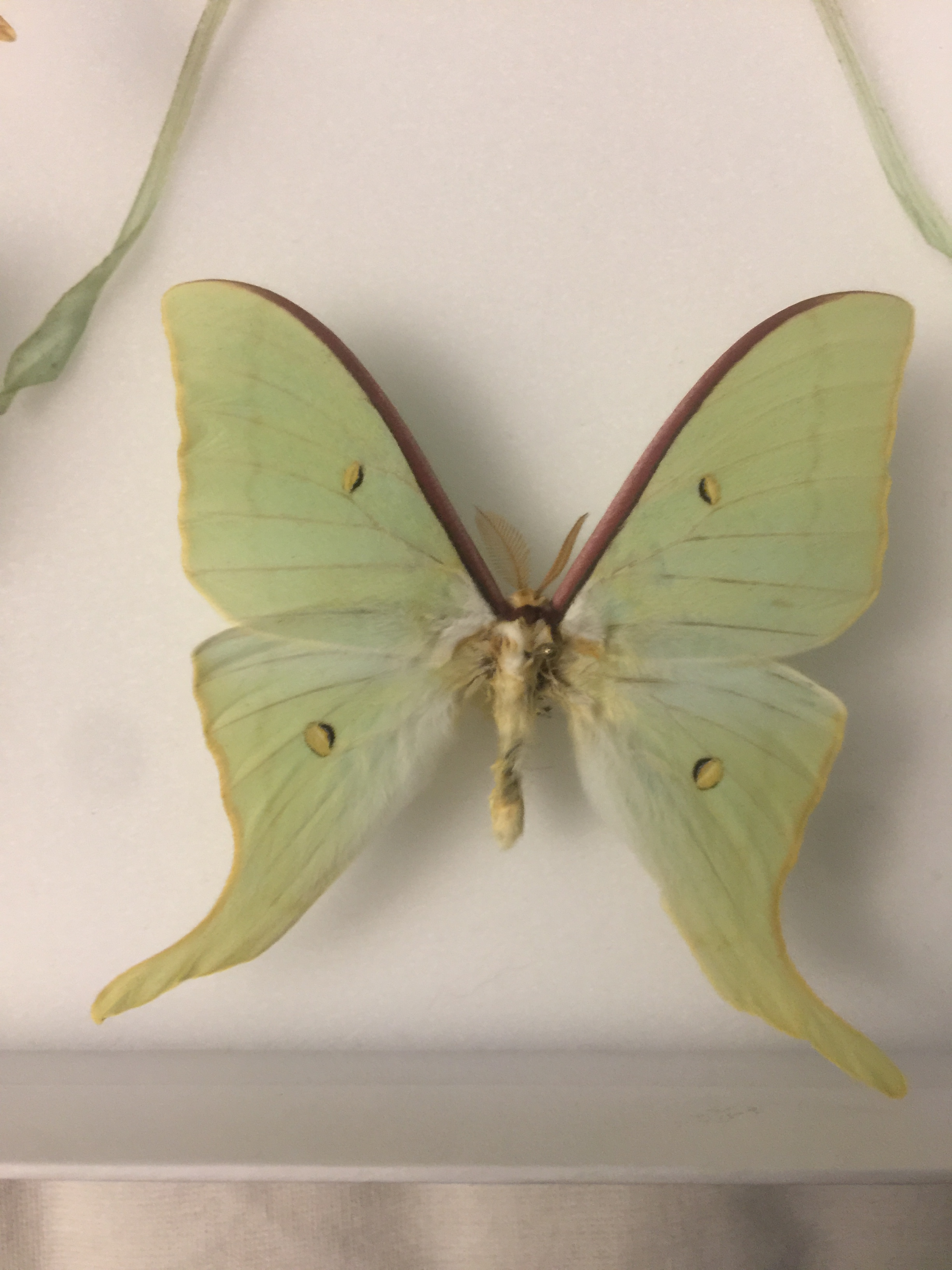
Mâle d’actias artemis ssp.aliena